# 豊基郡
豊基郡（プンギぐん、풍기군）は韓国慶尚北道栄州市西北地域にあった旧行政区域である。廃止前には旧殷豊県地域である醴泉郡孝子面と殷豊面地域も含まれた。
しばしば安東が両班都市というが、実は1909年まで両班の数は慶尚北道で慶州郡が1位であり、その次は豊基郡だった。安東は7位にとどまっている。
| 地域   | 両班家口、1909年基準 |
| 慶州郡 | 2,599                |
| 豊基郡 | 2,294                |
| 奉化郡 | 2,213                |
| 永川郡 | 1,526                |
| 礼安郡 | 664                  |
| 善山郡 | 473                  |
| 長鬐郡 | 402                  |
| 安東郡 | 337                  |
| 真宝郡 | 188                  |
| 尚州郡 | 133                  |

## 由来
もともと高麗時代の基川県だったが、朝鮮初期に殷豊県を合併して一文字ずつつけた。ここでは殷豊県以外の基川県地域のみを扱う。

## 歴史
- 新羅時代以前の歴史は分からない。新羅時代に基木鎮が設置された。
- 高麗建国時期に高麗に協力した対価なのか鎮から一挙に基州に昇格した。[1]
- 1018年 県に降格され、吉州の属県となった。
- 1172年 監務が設置された。
- 1390年（恭譲王2年）に殷豊県を合併した。
- 1413年（太宗13年）に以前の州だった関係で、州が入った古来の名前を山や川に改名するという勅令により、基川県になり、文宗の遺体が埋葬された所で郡に昇格され合併された殷豊県と名にちなんで豊基郡になった。
- 1458年 端宗復位運動のため、その震源地である順興府が廃止され、その領土が近隣郷に分割合併するとその一部地域を併合した。
- 1683年（粛宗9年） 順興府が復活すると、豊基郡に属していた旧順興部地域が還元
- 1914年 日本による統廃合で栄州郡に合併した。傘下の面も合併された。
- 昔の豊基郡地域は栄州市豊基邑・安定面・鳳峴面と醴泉郡孝子面・殷豊面に残っている。

## 1914年以降
1914年の行政区域と現在の行政区域の比較
| 旧           | 旧 | 新     | 新                                                                             |
| ------------ | --- | ------ | ------------------------------------------------------------------------------ |
| 豊基郡東部面 | 토성동/동문동、산법동、성내동/서문동 | 豊基面 | 東部洞、山法洞、城内洞                                                         |
| 豊基郡西部面 | 등고동/신교동、장선동/구교동、백동/속포동、상삼가동/하삼가동、고로동/북문동、욱금동/영전동 | 豊基面 | 校村洞、金鶏洞、白洞、三街洞、西部洞、郁錦洞                                   |
| 豊基郡昌楽面 | 미곡동、신기동/백수동 일부/이동 일부、대미동/수철리동、이동 일부/(와룡면)옥동、대사동/웅수동/이동 일부/백수동 일부 | 豊基面 | 味谷洞、白新洞、水鉄洞、前邱洞、昌楽洞                                         |
| 豊基郡東村面 | 증송동/홍교동 일부/단촌동 일부/오산동 일부、대평동/홍교동 일부/단촌동 일부、합도동/우음동/아지동 일부、아지동 일부、서제동/안심동 일부/일언동 일부、배치동/오산동 일부/단촌동 일부、옹암동/안심동 일부                                                | 安定面 | 丹村洞、大坪洞、東村洞、阿芝洞、安心洞、梧渓洞、甕岩洞                         |
| 豊基郡生峴面 | 내줄동 일부/(영천군 가흥면)상줄동 일부、내부암동/외부암동、송동/생현동、신전동/향산동、입암동/일언동 일부 | 安定面 | 内茁洞、鳳岩洞、生峴洞、新田洞、逸園洞                                         |
| 豊基郡龍山面 | 묵동, 덕천동/어약동/대촌동, 파지동, 여륵동 | 安定面 | 墨洞、龍山洞、芭芝洞、汝勒洞                                                   |
| 豊基郡臥龍面 | 대촌동 일부/흥인동 일부、신기동/우산동/두치동、엄현동/흥인동 일부 | 鳳峴面 | 大村洞、斗山洞、梧峴洞                                                         |
| 豊基郡魯佐面 | 월동/백산동/대촌동 일부/하촌동 일부、유음동/이전동、하촌동 일부/대촌동 일부、천동/수한동/대촌동 일부 | 鳳峴面 | 魯佐洞、柳田洞、下村洞、寒泉洞                                                 |
| 豊基郡上里面 | 고항동、도촌동/사동/사성동 일부/신기동 일부、구두동/사성동 일부、독죽동/진사동/내현동、상백동/하백동、보곡동、상사동/하사동/신기동 일부、석묘동、야항동/용두동、초항동                                                                                | 上里面 | 古項里、道村里、斗星里、鳴鳳里、白石里、甫谷里、沙谷里、石墓里、龍頭里、草項里 |
| 豊基郡下里面 | 금곡동/덕천리/처용동/오류동 일부、동사동/현촌동 일부、부초동/시항동 일부/율곡동 일부、송천동/월감동/후평동、시항동 일부、오래동/오류동 일부/율곡동 일부、우곡동/주산동/정자동 일부、율곡동 일부、서사동/양전동/현촌동 일부/정자동 일부、한감동/조고동 | 下里面 | 금곡동、동사동、부초동、송월동、시항동、오류동、우곡동、율곡동、은산동、탑동   |